# استفتاء جنوب السودان 2011

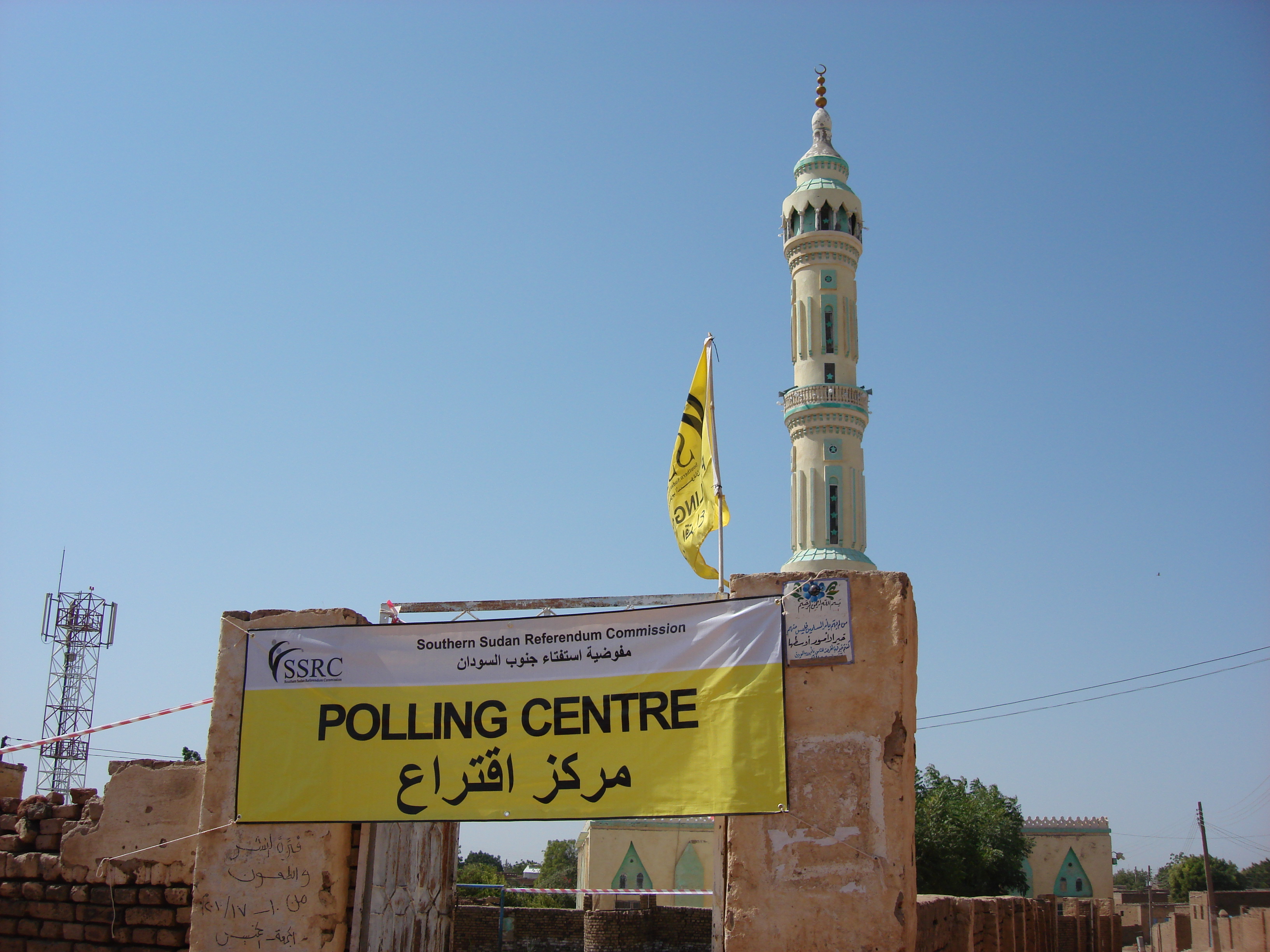
مركز اقتراع بأحد قرى ولاية الجزيرة الواقعة في القسم الشمالي للسودان

استفتاء جنوب السودان، هو استفتاء جرى في الفترة من 9 يناير وحتى 15 يناير 2011 حول ما إذا كان سكان جنوب السودان يرغبون بالبقاء بدولة واحدة مع السودان أو الانفصال بدولة مستقلة وذلك تنفيذًا لبنود اتفاقية السلام الشامل والتي وقعت في نيفاشا بين الحكومة السودانية والحركة الشعبية لتحرير السودان في 9 يناير 2005.

## نتيجة الاستفتاء

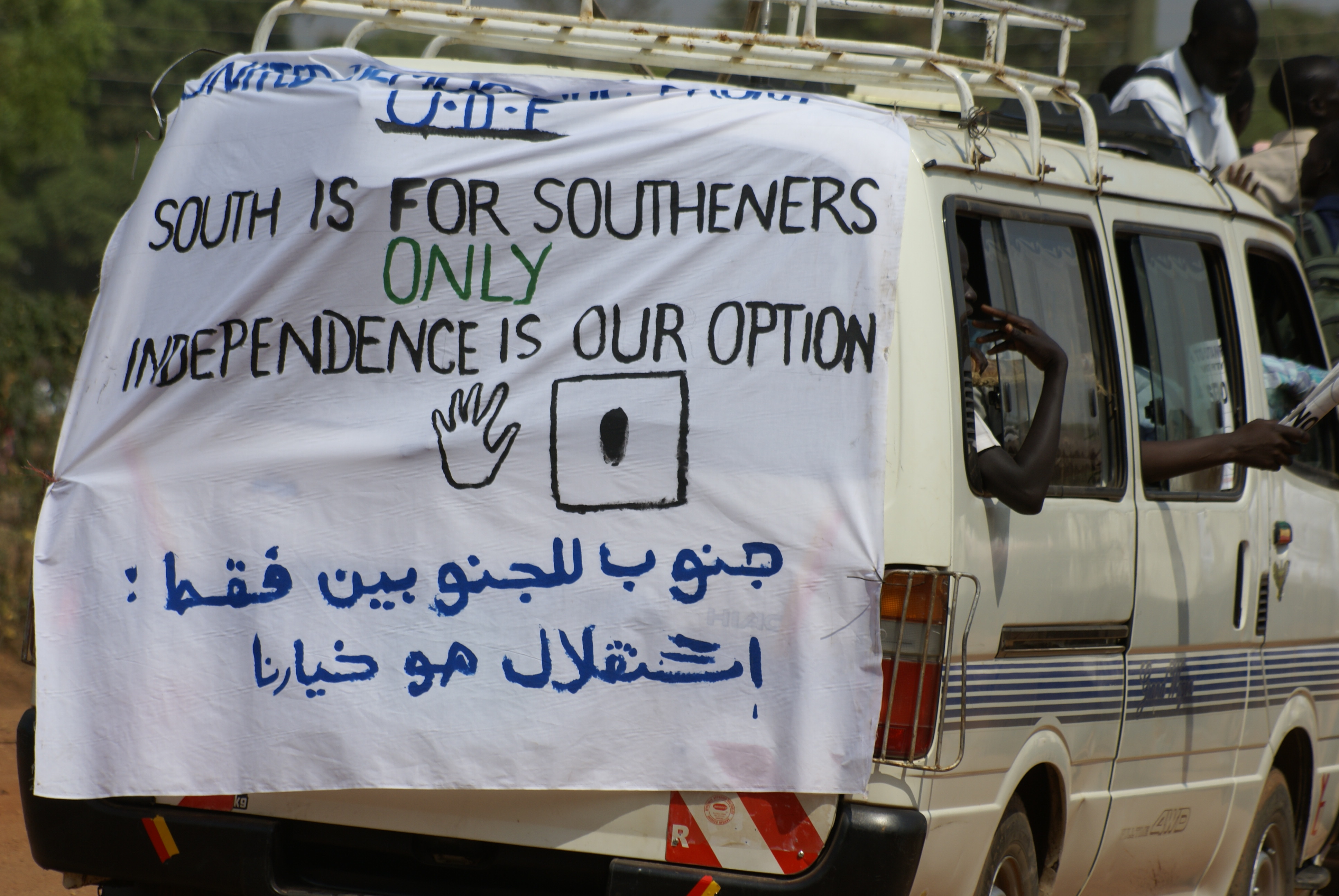

أعلنت نتيجة الاستفتاء في 7 فبراير 2011 وكانت نتيجتها موافقة أغلبية المصوتين على الانفصال عن السودان الموحد.
وقد أعلن عن الانفصال رسميًّا في 9 يوليو 2011 في حفل كبير في عاصمة الجنوب جوبا بحضور الرئيس السوداني عمر البشير ورئيس جنوب السودان سيلفا كير وعدد من زعماء الدول.

## وصلات خارجية
- النتائج الأولية لاستفتاء جنوب السودان تميل إلى الانفصال بنسبة 98%  الجريدة، 16 يناير 2011